# Quaderung

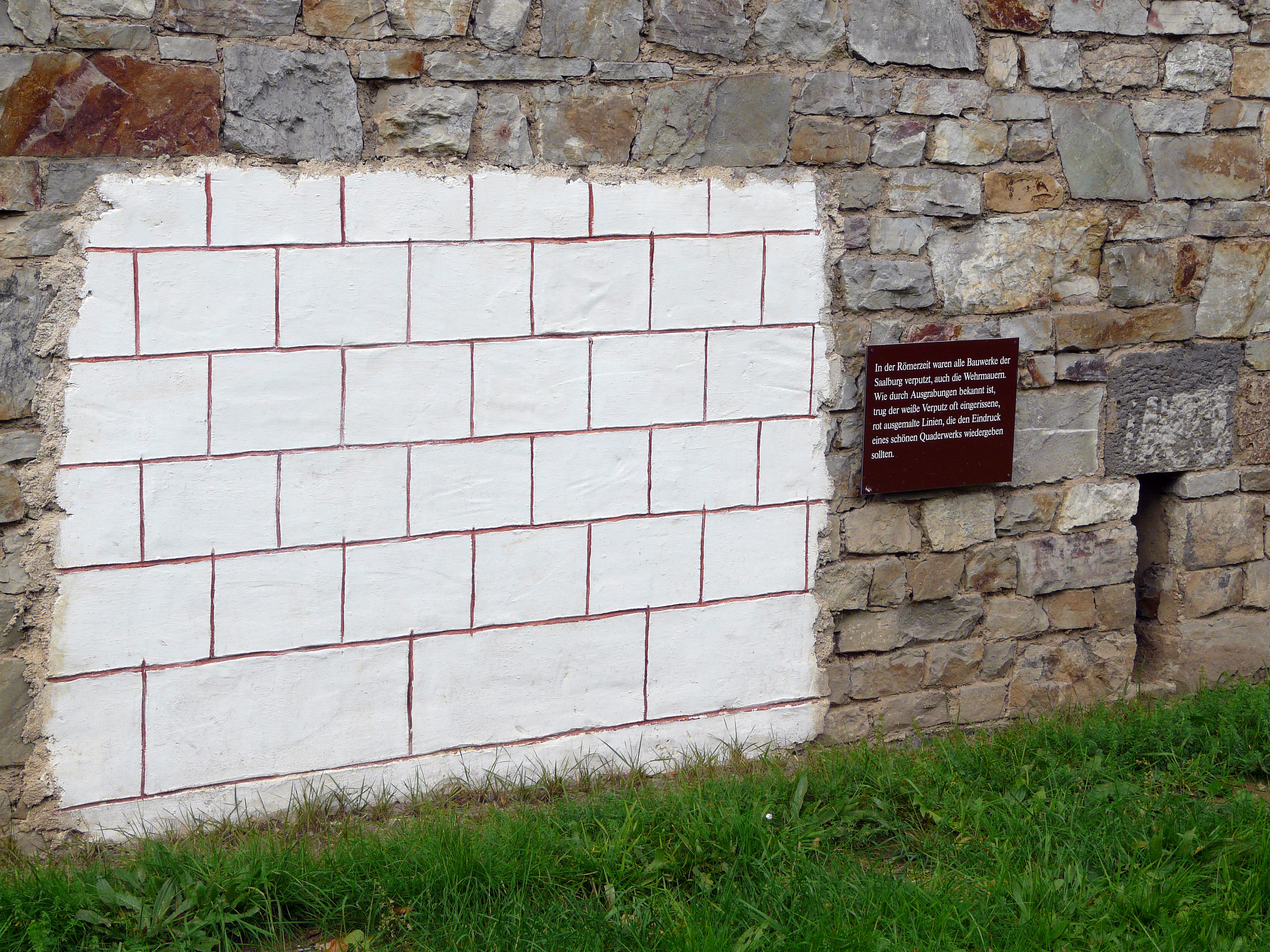
Am ehemaligen römischen Militärlager Burgus Dunakeszi, bei Ladenburg in Baden-Württemberg, ist eine Rekonstruktion einer Quaderung mit auf Putz aufgemalten Fugen zu sehen. Der Putz ist auf einem Bruchsteinmauerwerk aufgetragen.

Als Quaderung (engl. ashlar, lat. axilla), auch Scheinquaderung,  Quaderimitat, Putzquaderung bzw. Quaderputz genannt, wird eine Imitation von rechteckigen oder quadratischen Werksteinen bezeichnet. Die Quaderung soll den Eindruck erwecken, dass es sich hierbei um ein Quadermauerwerk aus massivem Naturstein eines Bauwerks handelt. Der Umriss einer Quaderungen wird in Form von Fugen auf mineralischen Putz aufgemalt oder eingeritzt.
Quaderungen entstanden vor allem immer dann, wenn bei einem Bau eines Bauwerks Geldmittel eingespart werden sollten.

## Historische Beispiele
Quaderungen finden sich in der Römischen Architektur und im Mittelalter sowie häufig auch in der Renaissance.
Ein frühes Beispiel einer Quaderung befindet sich in einem Haus in Herculaneum, in dem eine Kassettendecke vorgetäuscht wurde, die vermutlich in der Regierungszeit von Kaiser Augustus (30 v. Chr. bis 14 n. Chr.) entstand. Die Quaderung mit roten Fugen wurde mit einem zusätzlichen Begleitstrich versehen.
Im Kreuzgang des Doms von Brixen sind die Wände über den Arkaden aus Backsteinen aufgemauert worden. Sie wurden verputzt und sind mit einem roten Quaderung-Fugennetz bemalt.

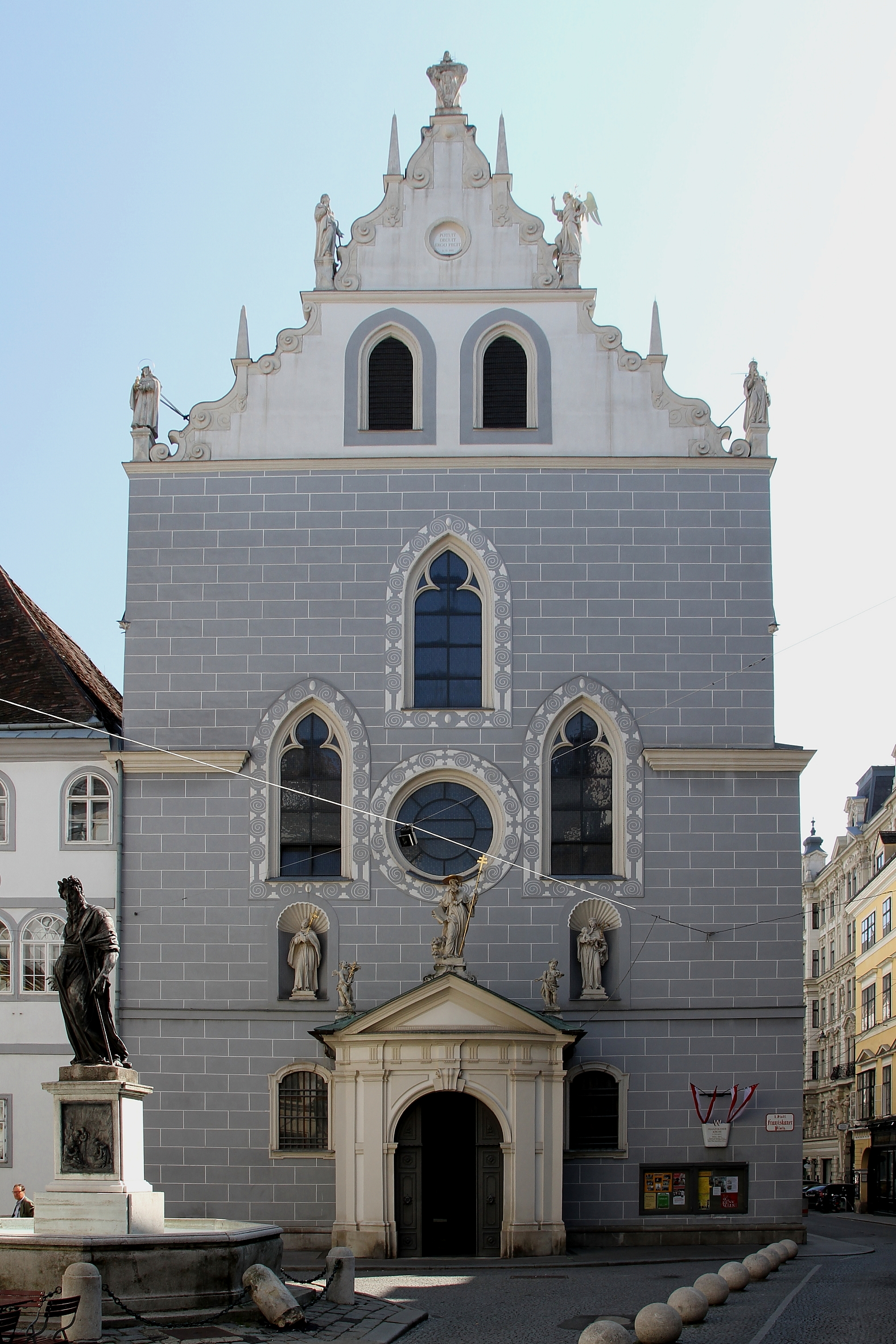
Franziskanerkirche in Wien
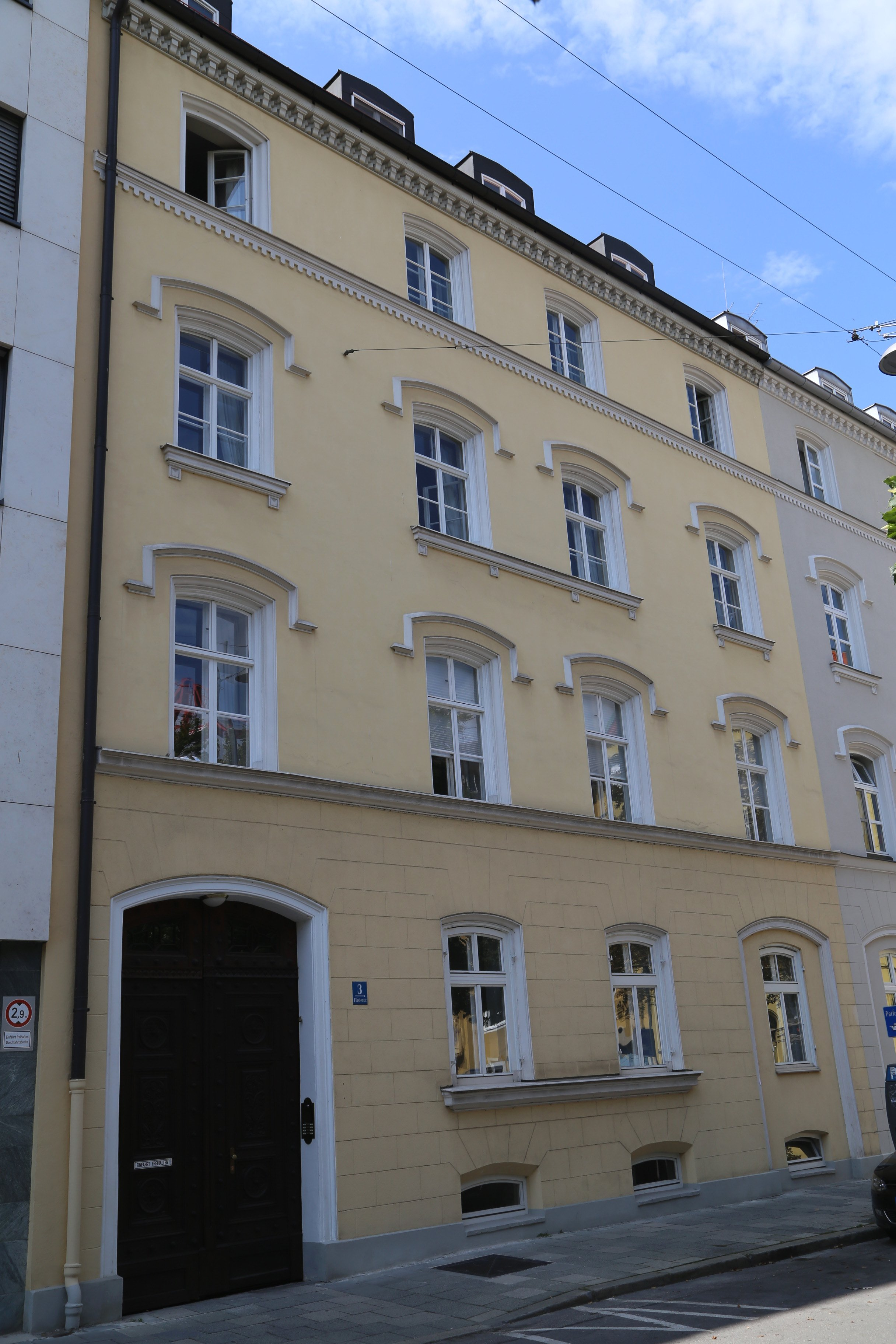
Eingeritzte Fugen im Sockelbereich in der Fürstenstraße 3 in München

Die Renaissance-Giebelfassade der Franziskanerkirche mit hellblauem Putz und weißen Fugen zeigt eine Quaderung und dominiert den Franziskanerplatz in Wien.
Die Außenwände des Wasserschlosses in Neusatz bei Bühl bestehen aus massiven Bruchsteinmauern, die weiß verputzt sind. Die Gebäudeecken sind teilweise durch rote Quaderung–Fugen gefasst.